# Felice Laudadio
Felice Laudadio (Mola di Bari, 25 aprile 1944) è un giornalista, scrittore, sceneggiatore, produttore cinematografico italiano.

## Biografia

### Operatore culturale
È stato presidente della Fondazione Centro Sperimentale di Cinematografia (il CSC, che governa la Scuola Nazionale di Cinema e la Cineteca Nazionale, 2016-2021), amministratore delegato dell’Istituto Luce (1994), presidente di Cinecittà Holding (1999-2002), direttore della Casa del cinema di Roma (2004-2011). È stato impegnato nella creazione in Puglia di un Polo del cinema e dell'audiovisivo digitali, dopo aver condotto a Cinecittà, a cominciare dal 2000, una serie di laboratori pionieristici sul cinema digitale (i cosiddetti "Martedì di Cinecittà") insieme a David Bush.
Ha diretto la Mostra del cinema di Venezia nel biennio 1997-1998, il Taormina Film Fest (1999-2006), il premio Grolle d'oro per il cinema italiano (1990-2001), il RomaFictionFest (2007).
Ha inoltre fondato e diretto il MystFest (1979-1986), il festival EuropaCinema (1984-2009), il premio Solinas per la migliore sceneggiatura (1985-1993), il premio Fellini, il festival Per il cinema italiano, le Settimane del cinema italiano in America Latina (1983-1989), l'ItaliaFilmFest. Dal 1990 al 1996 ha coordinato la sezione europea del Palm Springs International Film Festival in California. Ha ideato nel 1999 e fondato nel 2004 la Casa del cinema di Roma che ha diretto fino al gennaio 2011. Ha fatto parte, dal 2006, del Comitato dei fondatori della Festa del Cinema di Roma.
È stato vicepresidente operativo della Fondazione Fellini di Rimini dal 2000 al 2002 e direttore artistico del Carnevale di Venezia nelle edizioni del 2003 - intitolata "Felliniana: mascherarsi per smascherare" - e del 2004 sul tema "Sulle vie della seta: India, Thailandia, Cina, Giappone". 
È l'ideatore e il direttore del Bif&st-Bari International Film&TV Festival (da lui fondato a Bari nel gennaio 2010 dopo un'edizione zero svoltasi nel gennaio 2009) per il quale ha realizzato dal 2009 a oggi numerose lezioni di cinema tenute da personalità italiane e straniere. L'edizione 2024 (16-23 marzo) ha dedicato un grande tributo al regista, sceneggiatore e produttore Marco Bellocchio. Nella serata finale della 15.a edizione del Bif&st, il 23 marzo 2024, ha annunciato al Teatro Petruzzelli la sua decisione di lasciare dopo sedici anni la direzione artistica del festival per occuparsi  dello scrittore e drammaturgo Andrea Camilleri del cui Comitato nazionale per le celebrazioni del centenario, in programma nel 2025 e 2026, è il presidente.
Per il Bif&st ha curato la pubblicazione del volume Ettore Scola. Un tributo, con il sostegno di Siae, e in occasione del decennale del festival ha pubblicato una lunga introduzione sulla sua storia nel volume Un'avventura chiamata Bif&st di Angela Bianca Saponari (Mario Adda Editore, 2019). Ha realizzato inoltre varie retrospettive e tributi per EuropaCinema e per il Bif&st, per il quale ha allestito nel 2020 (Bari, 22-30 agosto) un omaggio al regista Mario Monicelli in occasione dei 10 anni dalla sua morte. Nel 2021 è stato realizzato un tributo dedicato ai 20 anni dalla fondazione di 01 Distribution, casa di distribuzione di Rai Cinema, con la presentazione di 44 film e una serie di incontri con i protagonisti. Nel 2023 ha predisposto un tributo intitolato "La Titanus che avrà 120 anni nel 2024" con la presentazione di innumerevoli film prodotti dalla più antica casa cinematografica europea insieme alle francesi Gaumont e Pathé e alla danese Nordisk Film.

### Sceneggiatore e produttore
Ha scritto varie sceneggiature per film diretti da Margarethe von Trotta, dei quali è stato anche produttore: in particolare Il lungo silenzio, nel 1993 vincitore di tre premi al Montréal World Film Festival e di tre Globi d'oro della Stampa estera uno dei quali per la sua sceneggiatura, e La promessa (Das Versprechen o Gli Anni del Muro), che nel 1995 inaugurò il Festival di Berlino e fu candidato dalla Germania per il Premio Oscar. È stato il produttore associato del film Al di là delle nuvole di Michelangelo Antonioni e Wim Wenders e, per l'Istituto Luce, ha coprodotto un'altra dozzina di film diretti fra gli altri da Marco Bellocchio, Theo Angelopoulos, Ettore Scola, Luigi Magni, Alessandro D'Alatri, Sergio Citti. Ha ideato e prodotto nel 2000-2001 per Cinecittà il primo film italiano girato interamente con tecnologia digitale, Sei come sei, diretto da sei registi al loro debutto, presentato fuori concorso alla Berlinale 2002. 

### Giornalista e scrittore
Quale direttore dal 2017 al 2021 della storica rivista di cinema Bianco e Nero, edita dal Centro Sperimentale di Cinematografia e distribuita dalle Edizioni Sabinae, ha pubblicato poderose monografie dedicate a Andrea Camilleri, Piero Tosi, Alberto Sordi, Bernardo Bertolucci, alle piattaforme digitali in streaming (Netflix e oltre), Mario Monicelli e Carlo Lizzani. Nel dicembre 2020 è uscito l'atteso numero della rivista dedicato a "Cinema&Covid", mentre nella primavera 2021 è stato pubblicato un numero monografico di Bianco e nero dedicato a Mariangela Melato, a cura di Maurizio Porro, cui ha fatto seguito un numero su "Cinema e Medioevo", curato da Franco Cardini. Nel settembre 2021 è stato pubblicato un numero speciale dedicato a Ettore Scola, curato da Jean A. Gili, a 90 anni dalla nascita del grande regista e a 5 dalla sua scomparsa. Sul numero della rivista uscito nel dicembre 2024 ha pubblicato un nuovo, ampio saggio su Gian Maria Volonté in occasione del trentennale della scomparsa di uno dei massimi attori della storia del cinema.
Giornalista professionista dal 1977 (e pubblicista dal 1969) è stato inviato culturale, responsabile delle pagine degli spettacoli e critico televisivo, cinematografico e teatrale de l'Unità dal 1974 al 1980, poi collaboratore art. 2 fino al 1983 dello stesso quotidiano, di Rinascita e di Paese Sera. Ha diretto le riviste Classe, Script e i dieci numeri del trimestrale Cinecittà.  Collabora saltuariamente con i quotidiani La Repubblica e Corriere della Sera/Corriere del Mezzogiorno. Fa parte del SNCCI (Sindacato Nazionale Critici Cinematografici Italiani) ed è membro onorario della Fédération internationale de la presse cinématographique (FIPRESCI), componente della European Film Academy e dell'Accademia del cinema italiano.
Nel 2013 ha realizzato una video intervista con Andrea Camilleri dedicata alla figura e all'opera di uno dei massimi formatori di attori, Orazio Costa, dal titolo A cavallo di un cavillo, e nel 2018, sempre con Camilleri, una video intervista sulla sua esperienza di docente del Centro Sperimentale di Cinematografia pubblicata in allegato alla rivista Bianco e Nero, numero 590.
Ha pubblicato il volume Fare festival (1996) e il romanzo Il colore del sangue (2005). Per i tipi di Laterza ha pubblicato nel giugno 2018 il romanzo generazionale Fotogrammi. Prima e dopo il Sessantotto a Bari, con prefazione di Luciana Castellina e postfazione di Piero Di Siena. Nel luglio 2020 ha pubblicato il volume Ritratti e autoritratti. Cinema teatro tv e la battaglia delle idee, con prefazione di Walter Veltroni e postfazione di Alberto Crespi (Edizioni di Bianco e Nero e Rubbettino, pp. 240).  
A fine 2023 è uscito nelle librerie il suo ultimo libro: Per chi suona la cultura. Avventure tragicomiche di un organizzatore (Edizioni Sabinae 2023, pagine 486) con postfazione di Jean A. Gili nella quale il grande critico  francese, storico del cinema e già docente alla Sorbona, scrive: "Ripercorrendo la sua vita di operatore della cultura, Felice Laudadio, grazie alla sua memoria, grazie ai suoi archivi, grazie alle cronache e alle critiche dei suoi colleghi giornalisti e alle testimonianze degli innumerevoli amici cineasti sedotti dalla naturale simpatia che egli suscita senza mai lasciarsi andare alla minima lusinga, ci offre una testimonianza unica di quasi cinquant’anni di peregrinazioni attraverso l’Italia alla continua ricerca di un’immagine accattivante della creatività italiana. La sua sorprendente memoria degli episodi vissuti rende il suo libro uno strumento insostituibile per rivivere da spettatori gli episodi della nostra stessa vita. I Premi Fellini istituiti da Laudadio per celebrare l'"eccellenza artistica" dei premiati vengono ulteriormente valorizzati dal suo impegno culturale, dalla sua passione civile. Svolto a questo livello elevato, il lavoro di Felice diventa esso stesso un'opera d'arte". 

## Curiosità
Nel 1971  ha sottoscritto la lettera aperta a L'Espresso contro il commissario Luigi Calabresi.
È fratello del regista Francesco Laudadio, in memoria del quale è stata creata l'associazione culturale "Fondazione Francesco Laudadio".
Ha partecipato ad un episodio della serie TV Le cercle du cinéma (1997) e ai documentari Gian Maria Volonté, un attore contro di Ferruccio Marotti (2005) e Il falso bugiardo di Claudio Costa (2008), dedicato allo sceneggiatore Luciano Vincenzoni. E inoltre: Diversamente giovane (2011), dedicato a Giovanna Cau, avvocatessa di grandi personalità del cinema italiano del dopoguerra; Quattro volte vent'anni (2012), dedicato a Giuliano Montaldo; The Italian Jobs: Paramount Pictures e l'Italia (2017); Illuminate dedicato a Mariangela Melato (2021); La nostra magnifica ossessione - Bernardo Bertolucci e la sua generazione (2024), tutti diretti da Marco Spagnoli del quale Laudadio ha prodotto per il Bif&st il documentario Unico: Francesco Rosi racconta Gian Maria Volonté (2014). Ha preso parte al film documentario di Mimmo Verdesca Alida, selezionato dal Festival di Cannes 2020, dedicato alla grande attrice Alida Valli, interprete del film Il lungo silenzio scritto e prodotto da Laudadio che ha inoltre partecipato ai documentari Indagine su un cittadino di nome Volonté di Andrea Bettinetti (2004); Pier Paolo Pasolini - Una visione nuova di Giancarlo Scarchilli (2022),  Volonté - L'uomo dai mille volti (2024) e Camilleri 100 (2025), entrambi diretti di Francesco Zippel.
Per i "Percorsi di cinema. Incontri con i Maestri" organizzati alla Casa del Cinema di Roma dall'ANAC - la storica Associazione nazionale autori cinematografici - ha condotto una serie di incontri con registi quali Marco Bellocchio, Bernardo Bertolucci, Francesco Rosi, Ettore Scola e Paolo Virzì.
Dopo la maturità classica si è laureato in Scienze Politiche presso l'Università degli Studi di Bari con il prof. Giuseppe Vacca e ha conseguito un master in relazioni pubbliche presso l'ISIRP (Istituto superiore internazionale per le relazioni pubbliche) di Roma.